# Маурер, Герхард
Герхард Маурер (нем. Gerhard Maurer; 9 декабря 1907, Галле, Германская империя — 2 апреля 1953, Краков, ПНР) — штандартенфюрер СС, заместитель начальника управленческой группы D в Главном административно-хозяйственном управлении СС.

## Биография
Герхард Маурер родился 9 декабря 1907 года в Галле. После окончания школы изучал коммерцию с 1923 по 1926 год на пищевой фабрике. Впоследствии работал там в качестве экспедитора, корреспондента и бухгалтера.
1 декабря 1930 года вступил в НСДАП (билет № 387103). В августе 1931 года был зачислен в ряды СС (№ 12129). В 1932 году после непродолжительной безработицы устроился на работу в Handelsbank AG. В конце января 1933 года стал заместителем руководителя нацистского издательства Die braune Front в Галле.
В сентябре 1934 года служил в управлении оберабшнита СС «Центр». Кроме того, руководил управлением учебного лагеря Дахау. В августе 1939 года по просьбе Освальд Поль был переведён в штаб бюджета, управления и экономики в штабе рейхсфюрера СС Генриха Гиммлера. На этой должности тесно сотрудничал с Полем, возглавляя оружейное предприятие Deutsche Ausrüstungswerke, принадлежавшее СС и занимавшееся эксплуатацией труда заключенных. 10 октября 1941 года по поручению Поля принял участие в совещании по обсуждению решения еврейского вопроса, где председательствовал Рейнхард Гейдрих и присутствовал Адольф Эйхман.
В марте 1942 года стал начальником отдела D II в Главном административно-хозяйственном управлении СС, который ведал принудительным трудом заключенных. Мауреру было поставлена задача организовать скоординированное использование принудительного труда всех заключенных в концлагерях. В ноябре 1943 года стал заместителем группенфюрера СС Рихарда Глюкса, инспектора концентрационных лагерей. Эту должность почти беспрерывно занимал до окончания войны. В начале 1945 года был интендантом обергруппенфюрера СС Ганса Каммлера, отвечающего за использование ракет Фау-2.
В апреле 1945 года документы отдела D II был перевезён в Росток, и с тех пор они остались не найденными. Группа сотрудников Главного административно-хозяйственного управления СС вместе с Маурером, следуя по так называемой крысиной тропе, отправилась во Фленсбург, где получили фальшивые документы и униформу военно-морского флота. В дальнейшем Маурер работал на ферме в одном из регионов Шлезвиг-Гольштейна.
В марте 1947 года был арестован. 17 ноября 1947 года выступал свидетелем защиты на процессе по делу о преступлениях в концлагере Дора. Впоследствии был экстрадирован в Польшу и 6 декабря 1951 года в Кракове был приговорён к смертной казни через повешение. 2 апреля 1953 года приговор был приведён в исполнение.